# Сан Ђорђо Пантајде Баса (Козенца)
Сан Ђорђо Пантајде Баса је насеље у Италији у округу Козенца, региону Калабрија.
Према процени из 2011. у насељу је живело 89 становника. Насеље се налази на надморској висини од 245 м.